# Австралія на Дитячому пісенному конкурсі Євробачення
Участь Австралії в Дитячому пісенному конкурсі Євробачен розпочалася в Софії в 2015 році. Спеціальна радіомовна служба (SBS), яка є асоційованим членом Європейської мовної спілки (EBU), відповідала за процес відбору учасників на конкурсах 2015 і 2016 років, Australian Broadcasting Corporation (ABC) відповідала за участь країни з 2017 року.
Першою представницею нації на конкурсі стала Белла Пейдж з піснею «My Girls», яка посіла восьме місце. Австралія продовжила свою участь у конкурсі 2016 року, відправивши на конкурс Алексу Кертіс з піснею «We Are», яка фінішувала п'ятою. Ізабелла Кларк у 2017 році і Джаель Вена у 2018 році зайняли треті місце, що є найкращими результатами Австралії дотепер. У 2019 році Австралію представив Джордан Ентоні з піснею «We Will Rise», і фінішував на восьмій позиції.

## Історія

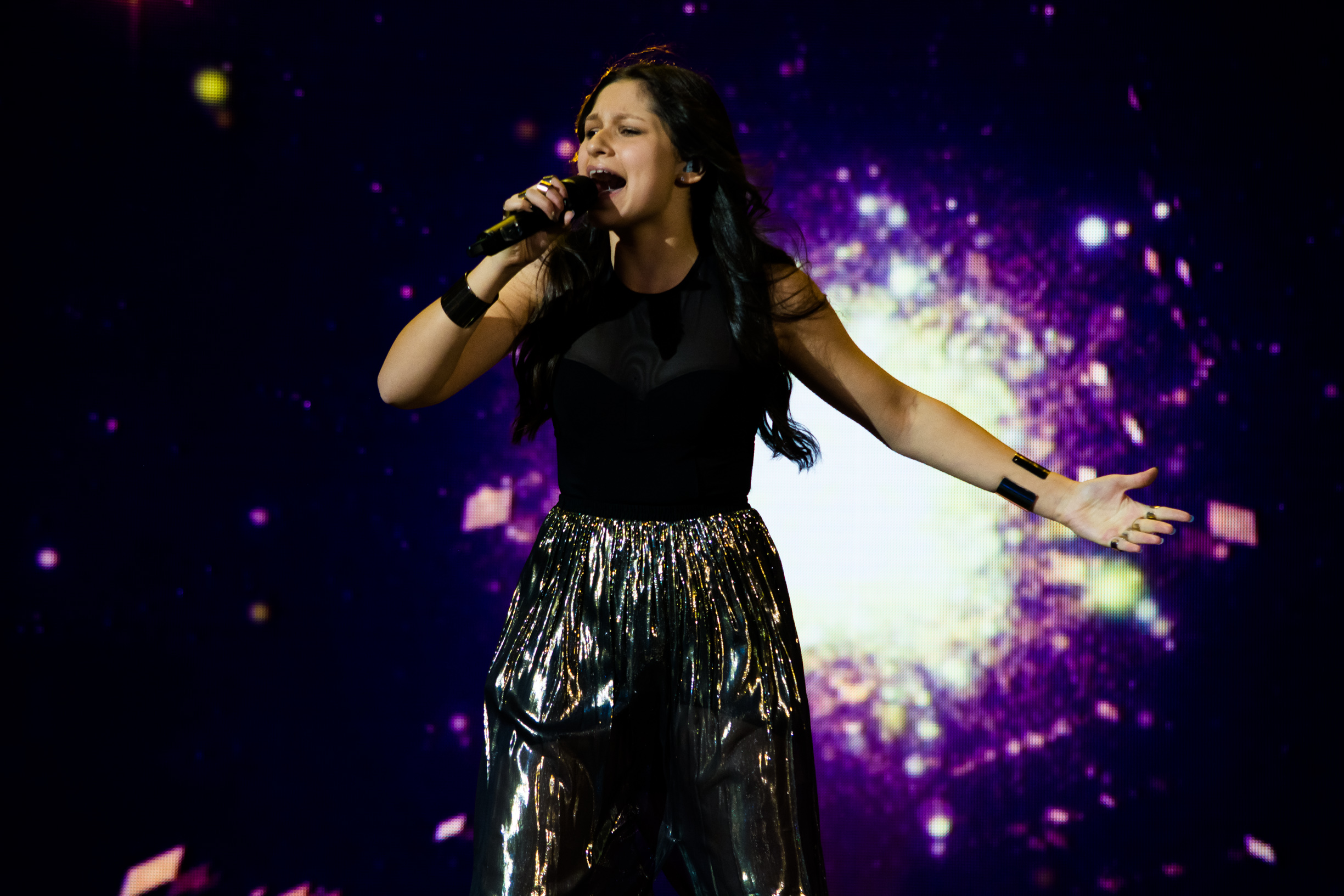
Белла Пейдж на Дитячому Євробаченні 2015

7 жовтня 2015 року австралійська національна телекомпанія Спеціальна служба мовлення (SBS) оголосила про те, що вони дебютують на Дитячому Євробаченні 2015 у Софії, Болгарія, після свого успіху на головному конкурсі Євробачення. Дебютною представницею країни стала Беллу Пейдж з піснею «My Girls». 15 листопада 2015 року було вирішено, що Австралія виступатиме на шостій позиції, після Нідерландів та перед Ірландією. Пейдж фінішувала на восьмому місці з 64 балами. Попри високе місце, це є найгіршим результатом Австралії в історії змагань.

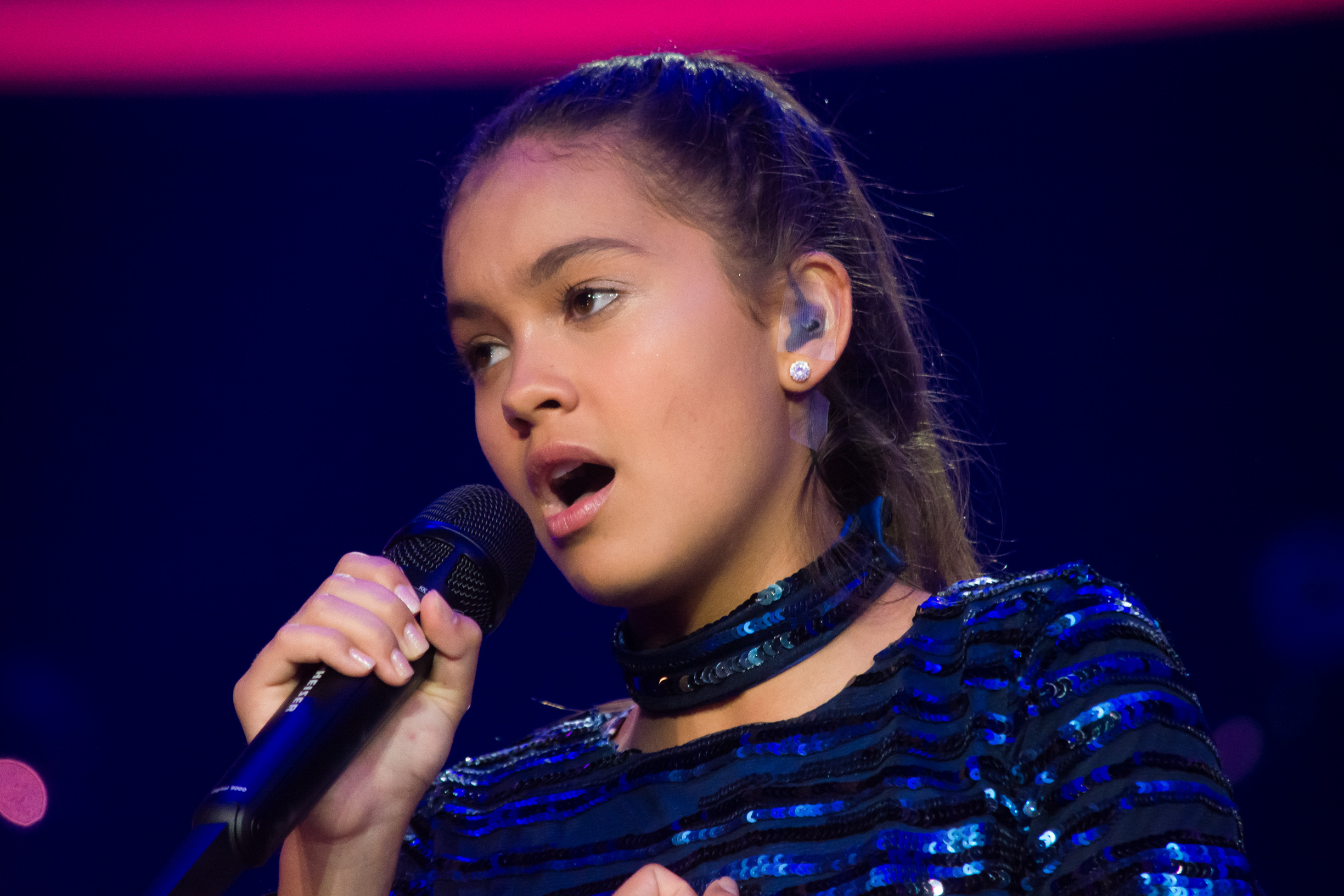
Алекса Кертіс на Дитячому Євробаченні 2016

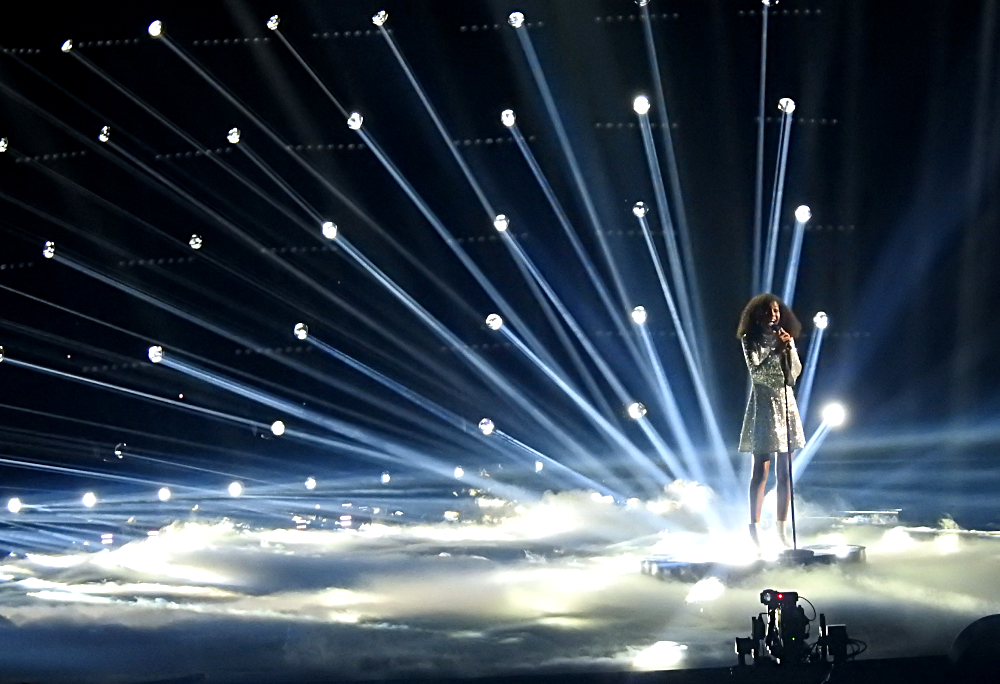
Джаель Вена на конкурсі 2018 року

Австралійський телеканал SBS оголосив 12 вересня 2016 року, що вони продовжуватимуть свою участь у Дитячому Євробаченні. 29 вересня було оголошено, що Алекса Кертіс представлятиме Австралію з піснею «We Are». Під час урочистої церемонії відкриття, що відбулася 14 листопада 2016 року, стало відомо, що Австралія виступатиме чотирнадцятою, після Ізраїлю та перед Нідерландами. Кертіс зайняла п'яте місце з 202 балами. Це стало кращим результатом країни до участі Ізабелли Кларк у конкурсі 2017 року та Джаель Вени у 2018 — обидві фінішували на 3 місці.
У липні 2020 року австралійська телекомпанія SBS оголосила, що країна не братиме участі в конкурсі 2020 року через пандемію COVID-19. З тих пір Австралія не поверталася до конкурсу.

## Учасники
Умовні позначення
     Третє місце
| Рік  | Місце проведення | Виконавець     | Пісня                        | Фінал | Фінал |
| Рік  | Місце проведення | Виконавець     | Пісня                        | Місце | Бали  |
| ---- | ---------------- | -------------- | ---------------------------- | ----- | ----- |
| 2015 | Софія            | Белла Пейдж    | «My Girls» «Мої дівчата»     | 8     | 64    |
| 2016 | Валетта          | Алекса Кертіс  | «We Are» «Ми»                | 5     | 202   |
| 2017 | Тбілісі          | Ізабелла Кларк | «Speak Up» «Скажи»           | 3     | 172   |
| 2018 | Мінськ           | Джаель Вена    | «Champion» «Чемпіон»         | 3     | 201   |
| 2019 | Глівіце          | Джордан Ентоні | «We Will Rise» «Ми встанемо» | 8     | 121   |

## Історія голосування (2015-2019)
| №  | Дано               | Дано | Отримано           | Отримано |
| №  | Країна             | Очок | Країна             | Очок     |
| -- | ------------------ | ---- | ------------------ | -------- |
| 1  | Мальта             | 41   | Грузія             | 42       |
| 2  | Білорусь           | 32   | Україна            | 39       |
| 3  | Вірменія           | 31   | Росія              | 38       |
| 4  | Росія              | 23   | Нідерланди         | 37       |
| 5  | Нідерланди         | 22   | Польща             | 37       |
| 6  | Грузія             | 20   | Італія             | 35       |
| 7  | Польща             | 16   | Білорусь           | 30       |
| 8  | Франція            | 14   | Мальта             | 29       |
| 9  | Албанія            | 13   | Вірменія           | 23       |
| 10 | Ірландія           | 13   | Албанія            | 23       |
| 11 | Україна            | 13   | Ірландія           | 23       |
| 12 | Північна Македонія | 13   | Португалія         | 18       |
| 13 | Італія             | 9    | Сербія             | 16       |
| 14 | Болгарія           | 7    | Північна Македонія | 14       |
| 15 | Казахстан          | 7    | Уельс              | 12       |
| 16 | Словенія           | 6    | Казахстан          | 11       |
| 17 | Сербія             | 4    | Франція            | 6        |
| 18 | Іспанія            | 1    | Азербайджан        | 6        |
| 19 | Азербайджан        | —    | Болгарія           | 5        |
| 20 | Ізраїль            | —    | Сан-Марино         | 3        |
| 21 | Кіпр               | —    | Чорногорія         | 3        |
| 22 | Португалія         | —    | Ізраїль            | 2        |
| 23 | Сан-Марино         | —    | Кіпр               | 2        |
| 24 | Уельс              | —    | Іспанія            | 1        |
| 25 | Чорногорія         | —    | Словенія           | —        |

## Трансляції

### Коментатори та представники балів

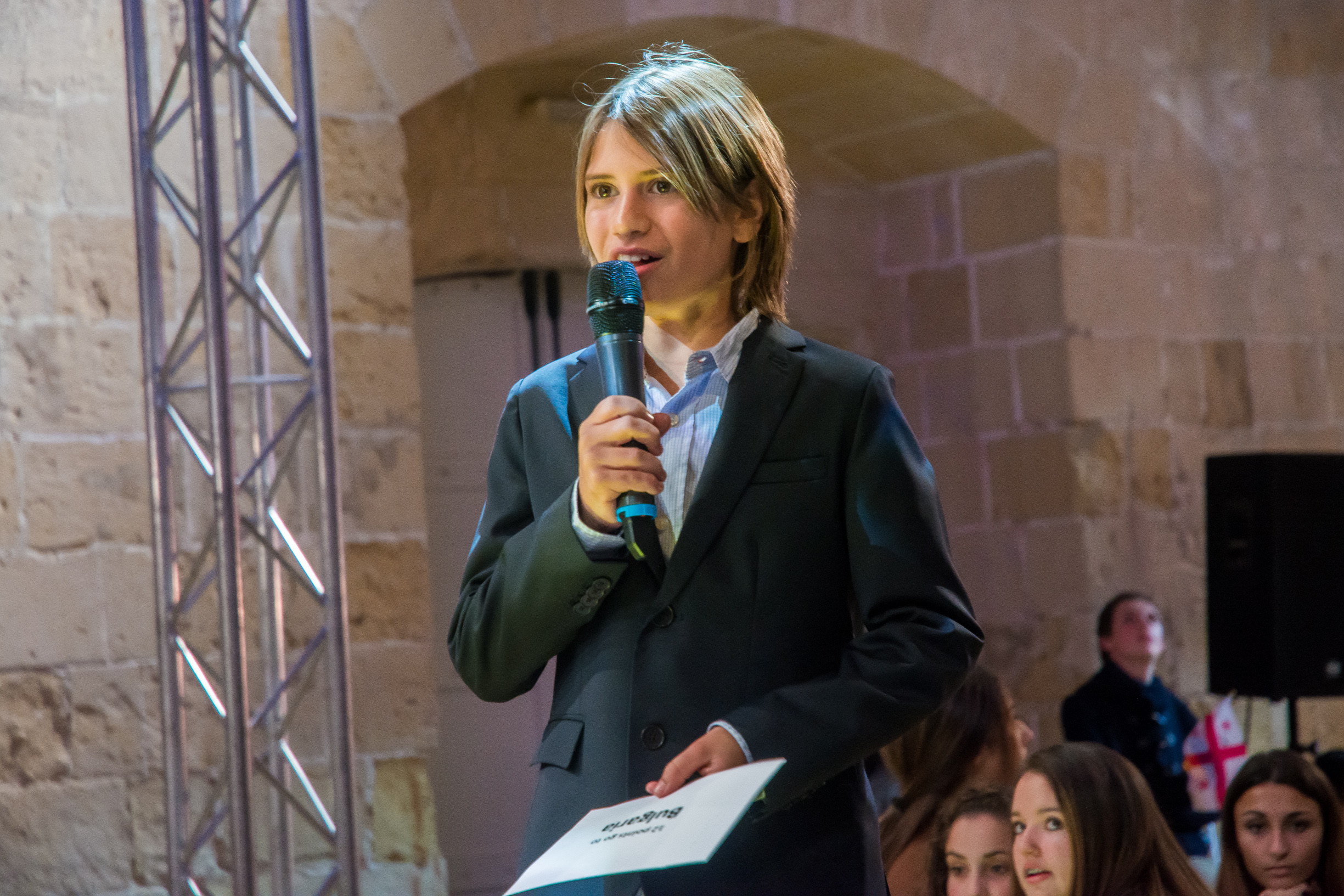
Себастіан Гілл оголошує бали австралійського журі на Дитячому Євробаченні 2016

Австралійська телекомпанія ABC відправляла на конкурс своїх коментаторів для конкурсу. Глашатаїв балів журі обирала національна телекомпанія. У таблиці нижче перераховані деталі кожного коментатора і представника балів з 2015 року.
| Рік  | Коментатор                                    | Представник балів |
| ---- | --------------------------------------------- | ----------------- |
| 2003 | Без коментування                              | Не брали участі   |
| 2004 | Без коментування                              | Не брали участі   |
| 2005 | Без коментування                              | Не брали участі   |
| 2006 | Без коментування                              | Не брали участі   |
| 2007 | Без коментування                              | Не брали участі   |
| 2008 | Без коментування                              | Не брали участі   |
| 2009 | Без коментування                              | Не брали участі   |
| 2010 | Без коментування                              | Не брали участі   |
| 2011 | Без коментування                              | Не брали участі   |
| 2012 | Без коментування                              | Не брали участі   |
| 2013 | Андре Нукаду та Джоджія Маккарті              | Не брали участі   |
| 2014 | Андре Нукаду та Джоджія Маккарті              | Не брали участі   |
| 2015 | Еш Лондон і Toby Truslove                     | Еллі Блеквелл     |
| 2016 | Без коментування                              | Себастіан Гілл    |
| 2017 | Піп Расмуссен, Тім Метьюз та Грейс Ког        | Ліам Кларк        |
| 2018 | Грейс Ког, Піп Расмуссен та Лоренс Гунатілака | Ксенія Галетська  |
| 2019 | Піп Расмуссен, Дрю Паркер та Ава Мадон        | Szymon            |